# Plator bowo
Espèce
Plator bowo est une espèce d'araignées aranéomorphes de la famille des Trochanteriidae.

## Distribution
Cette espèce est endémique du Tibet en Chine,. Elle se rencontre dans le xian de Bomi.

## Description
La femelle holotype mesure 8,46 mm et le mâle paratype 6,30 mm.

## Publication originale
- Zhu, Tang, Zhang & Song, 2006 : Revision of the spider family Trochanteriidae from China (Araneae: Gnaphosoidea). Zootaxa, no 1140, p. 31-51.